# 알베르토 오르마에체아
알베르토 오르마에체아 이발루세아(스페인어: Alberto Ormaetxea Ibarlucea; 1939년 4월 7일, 바스크 지방 에이바르 ~ 2005년 10월 28일, 바스크 지방 산 세바스티안)는 스페인의 전 축구 선수로, 현역 시절 측면 수비수로 왼쪽 오른쪽 양쪽을 모두 맡았었고, 이후 감독일도 했었다.
그는 선수로서, 감독으로서 모두 레알 소시에다드에서 오래 활동했었다.

## 선수 경력
오르마에체아는 기푸스코아 주 에이바르 출신으로, 인근 에이바르에서 성인 무대에 첫 발을 디뎠는데, 1957-58 시즌에 세군다 디비시온에서 강등되었다. 이듬해, 그는 레알 소시에다드로 이적한 즉시 친정 구단으로 임대되었다.
오르마에체아는 초년 시절에 우측 수비수를 맡았지만, 나중에 담당 방향을 바꿨다. 1962년 여름, 2군 소속으로 2년을 보낸 후, 라 리가에서 막 강등된 1군 선수단에 차출되었고, 1966-67 시즌 끝에 소속 구단을 다시 1부 리그에 올려놓았다.
오르마에체아가 1부 리그에서 보낸 최고의 한 해는 1969-70 시즌이었는데, 그는 28번의 리그 경기에 모두 출전하여 2골을 기록해 파랑-하양 군단이 리그를 7위를 차지하는데 일조하였다. 그는 여러 차례 부상 문제로 1974년에 35세의 나이로 은퇴했는데, 그는 모든 대회를 통틀어 280번의 경기에 출전하였다.

## 감독 경력
은퇴 직후, 오르마에체아는 레알 소시에다드의 감독진으로 합류했는데, 처음 맡은 직위는 수석 코치였다. 1978년, 그는 호세 안토니오 이룰레기의 바통을 이어받아 1군의 감독이 되었고, 1980-81 시즌과 1981-82 시즌에 리그 2연패로 이끌었고, 1981-82 시즌과 1982-83 시즌에는 코파 델 레이 4강의 성적을 내기도 했다. 더 나아가서, 1979-80 시즌에는 리그에서 레알 마드리드에 1점차로 밀렸을 뿐이었고, 그 전 시즌에는 38경기 무패 기록을 세웠는데, 이 기록은 수십 년 동안 유지되었다.
오르마에체아는 1986년에 에르쿨레스 감독을 맡은 지 1개월 만에 그만두고 프로 축구 은퇴를 선언하였고, 레알 소시에다드의 전 선수들과 함께 엘 디아리오 바스코의 기자가 되었다. 2005년 그는 레알 소시에다드 회장 선거에 출마한 미겔 앙헬 푸엔테스를 지지했다.

## 최후
2005년 10월 28일, 오르마에체아는 병마와의 오랜 투병 끝에 산 세바스티안에서 별세하였다. 그는 당시 66세였다.

## 수상

### 선수
레알 소시에다드
- 세군다 디비시온: 1966–67

### 감독
레알 소시에다드
- 라 리가: 1980–81, 1981–82
- 수페르코파 데 에스파냐: 1982